# Ceraclea drachevi
Ceraclea drachevi là một loài Trichoptera trong họ Leptoceridae. Chúng phân bố ở miền Cổ bắc.